# Chicago (Clueso-Lied)
Chicago ist ein Lied des deutschen Popsängers und Rappers Clueso aus dem Jahr 2006.

## Entstehung und Veröffentlichung
Das Lied wurde vom Interpreten selbst, zusammen mit Christoph Bernewitz und Thomas Wolf, geschrieben beziehungsweise komponiert. Clueso übernahm mit Ralf Christian Mayer die Produktion.
Die Erstveröffentlichung von Chicago erfolgte als Single am 21. April 2006. Diese erschien als CD-Maxi-Single mit drei weiteren Remixen und den beiden Titeln Beweg dich noch einmal und S.T.A.R. als B-Seiten. Am 19. Mai 2006 erschien das Lied als Teil von Clueso drittem Studioalbum Weit weg, dessen erste Singleauskopplung es ist.

## Inhalt
Im Liedtext wird Drogenkonsum von Jugendlichen und jungen Erwachsenen thematisiert. Im Refrain wird gesungen, dass man im Drogenrausch in Chicago ist, wo einen keiner kennt. Es geht u. a. um eine weibliche Person, die sich mit ein paar Leuten an einem unbestimmten Platz trifft und sich „frisches Zeug“ durch die Adern fließen lässt und den „Löffel“ an ihre Kumpels weitergibt.

## Musikvideo
Das dazugehörige Musikvideo entstand unter der Regie von Jan Thomas. Auf der Videoplattform YouTube zählte es bis Oktober 2023 über 3,4 Millionen Aufrufe.

## Rezeption

### Charts und Chartplatzierungen
| ChartsChartplatzierungen | Höchstplatzierung | Wochen |
| ------------------------ | ----------------- | ------ |
| Deutschland (GfK)        | 60 (10 Wo.)       | 10     |

### Auszeichnungen für Musikverkäufe
| Land/Region        | Auszeichnungen für Musikverkäufe (Land/Region, Auszeichnung, Verkäufe) | Verkäufe |
| ------------------ | ---------------------------------------------------------------------- | -------- |
| Deutschland (BVMI) | Gold                                                                   | 150.000  |
| Insgesamt          | 1× Gold ·                                                              | 150.000  |